# Bój o przedmoście bydgoskie
Bój o przedmoście bydgoskie – wrześniowe walki polskiej 15 Wielkopolskiej Dywizji Piechoty i oddziałów przydzielonych z wojskami III Rzeszy w pobliżu Bydgoszczy.

## Przedmoście bydgoskie
Przedmoście bydgoskie miało zasadnicze znaczenie dla operacji obronnych Armii „Pomorze". Prace fortyfikacyjne rozpoczęto 5 miesięcy przed wybuchem wojny. Do 1 września zdążono zrealizować około 70% inżynieryjnej rozbudowy terenu. Zbudowano dwie odrutowane linie okopów strzeleckich i kilkanaście z 60 zakładanych schronów bojowych.

## Przebieg działań
W chwili wybuchu wojny większość sił 15 Dywizji Piechoty pod dowództwem dowódcy piechoty dywizyjnej płk. Albina Skroczyńskiego obsadzała pozycję umocnioną między Brdą i Kanałem Bydgoskim, natomiast 62 pułk piechoty ppłk. Kazimierza Heilmana-Rawicza z dwoma dywizjonami artylerii obsadził pozycję ryglową między Trzemiętowem i Wojnowem.
W pierwszym dniu w pasie przesłaniania prowadziły działania opóźniające: kawaleria dywizyjna, kompania kolarzy, zmotoryzowana kompania saperów i zmotoryzowana 10/61 pp. Styczność bojowa pozycji wysuniętej nastąpiła dopiero 2 września.
Przegrupowania
W nocy z 2 na 3 września, po przegranym boju na linii Jezior Koronowskich, oddziały 15 Dywizji Piechoty rozpoczęły przegrupowanie.
Na rozkaz dowódcy Armii „Pomorze” gen. Władysława Bortnowskiego opuściły one południowy odcinek oraz pozycję ryglową Trzemiętowo – Wojnowo i  zajęły północno-zachodni odcinek obrony przedmościa bydgoskiego. Szosą gdańską spływały też mocno zdezorganizowane pododdziały 27 Dywizji Piechoty. 3 września o 1.45 dowódca 15 DP gen. Przyjałkowski wydał pododdziałom 27 DP, które znalazły się w jego rejonie odpowiedzialności, rozkaz do luzowania jednostek 15 DP. Tak zluzowany 59 pułk piechoty miał przejść w rejon lasu na zachód od Jachcic, a batalion ON „Bydgoszcz” – w rejon lasu Osowa Góra. Oba te oddziały miały stanowić odwód 15 Dywizji Piechoty. Rozkaz dowódcy 15 DP nie mógł być zrealizowany, bo zdezorganizowane grupy żołnierzy nie przedstawiały żadnej wartości bojowej. Rano jedynie 23 pułk piechoty wraz z II/27 pułku artylerii lekkiej obsadził odcinek od szosy gdańskiej aż do Wisły. Odcinek od szosy do jeziora Borowno miał obsadzić 24 pułk piechoty, lecz z tego pułku przybył tylko I batalion i dowództwo pułku wraz z oddziałami pozabatalionowymi.
Walki

Bitwa o Pomorze – 3 września 1939

Przed południem 3 września na stanowiska obronne północnego odcinka ogień położyła niemiecka artyleria. Szczególnie silne nawały ogniowe zostały wykonane na rozmieszczony po obu stronach szosy gdańskiej 23 pułk piechoty. Po ogniowym przygotowaniu, do walki weszły oddziały niemieckiej 3 Dywizji Piechoty. Początkowo 23 pułk piechoty, pomimo braku wsparcia własnej artylerii, odpierał niemieckie ataki, w czasie których dochodziło do walki wręcz.
W zachodniej części przedmościa walczono z powodzeniem z oddziałami niemieckiej 50 Dywizji Piechoty. W rejonie Tryszczyn – Szczutki Niemcy trzykrotnie ponawiali ataki, wspierane ogniem artylerii. Bataliony 123 pp pułkownika Lothara von Blocka zostały odrzucone już na dalekich przedpolach miasta. Natomiast 122 pp pułkownika Gunthera Meinholda osiągnął lepsze rezultaty, wypierając polski 62 pp podpułkownika Kazimierza Heilmana-Rawicza spod Wojnowa. Do wieczora tego dnia III/122 pp kapitana Kohlstocka toczył bez powodzenia zażarte walki pod Mochlem.
Trudna sytuacja operacyjna panowała na odcinku północnym. Dowódca armii wciąż jeszcze liczył na to, że uda mu się obsadzić ten odcinek spływającymi jednostkami 9 i 27 DP i Grupy Operacyjnej „Czersk”. W godzinach rannych przyjechał w ten rejon gen. Stanisław Grzmot-Skotnicki, który zameldował dowódcy armii gen. Bortnowskiemu o sytuacji panującej w rejonie Borów Tucholskich. Dowódca Armii „Pomorze" powierzył mu dowództwo nad całym zgrupowaniem broniącym przedmościa bydgoskiego.
Wycofanie się z przedmościa bydgoskiego
Po południu Niemcy wznowili ataki na odcinek północny przedmościa. Broniące tego rejonu 23 pułk piechoty, I/24 pułku piechoty, 59 pułku piechoty i batalion ON „Bydgoszcz” odpierały niemieckie ataki z coraz większym wysiłkiem.
W tym czasie w Bydgoszczy niemieckie grupy dywersyjne zaatakowały tabory Pomorskiej BK, 9. i 27 Dywizji Piechoty oraz odsyłane do punktów zbornych grupy żołnierzy z rozbitych oddziałów. Początkowo niemiecki ostrzał spowodował sporą dezorganizację na tyłach cofających się wojsk. Dywersanci zabili wówczas co najmniej 20 polskich żołnierzy. Po pierwszym zaskoczeniu do przywracania bezpieczeństwa przystąpiły regularne oddziały wojska.
W godzinach popołudniowych Niemcy przełamali obronę II/23 pułku piechoty. Batalion zaczął wycofywać się na południe. W tej sytuacji gen. Grzmot-Skotnicki nakazał dowódcy 15 i 27 DP opuścić zajmowane stanowiska i wycofać się za Brdę i Kanał Bydgoski.
Oddziały 15 DP rozpoczęły odwrót około godz. 21. Na przedmieściach Bydgoszczy były one kilkakrotnie ostrzeliwane przez niemieckich dywersantów. Po przegrupowaniu, 61 pp zajął stanowiska obronne od górnego kanału do Wilczaka na południowym brzegu Kanału Bydgoskiego, dalej 62 do Bartodziej, a na jego skrzydle, wzdłuż południowego brzegu Brdy do Wisły, zajął obronę 24 pułk piechoty 27 DP. Rejon zbiórki rozproszonych grup z 27 DP wyznaczony został w obszarze Żółwin – Wypaleńko – Kabat.
Odwód dywizji stanowiły 59 pułk piechoty (bez batalionu) i batalion ON „Bydgoszcz". Oddziały te ześrodkowały się w rejonie stacji kolejowej Trzciniec. Początkowo w skład odwodu 15 DP wchodził też II/22 pułku piechoty ześrodkowany w rejonie Rudy. Z dniem 4 września przeszedł on w podporządkowanie 27 DP.

## Wojska walczące
Jednostki polskie
| Dywizja                                     | Pułk                           | Batalion                       | Dowódcy                       |
| ------------------------------------------- | ------------------------------ | ------------------------------ | ----------------------------- |
| 15 Dywizja Piechoty                         | dowództwo                      | dowództwo                      | gen. Zdzisław Przyjałkowski   |
| 15 Dywizja Piechoty                         | 59 pułk piechoty               |                                | płk Bolesław Mirgałowski      |
| 15 Dywizja Piechoty                         | 61 pułk piechoty               |                                | ppłk Franciszek Sobolta       |
| 15 Dywizja Piechoty                         | 62 pułk piechoty               |                                | ppłk Kazimierz Heilman-Rawicz |
| 15 Dywizja Piechoty                         | 15 pułk artylerii lekkiej      |                                | ppłk Jerzy Leonhard           |
| 15 Dywizja Piechoty                         | 15 dywizjon artylerii ciężkiej | 15 dywizjon artylerii ciężkiej | mjr Stefan Starzyński         |
| 15 Dywizja Piechoty (oddziały przydzielone) | 22 pułk piechoty               | dowództwo                      | płk Feliks Jędrychowski       |
| 15 Dywizja Piechoty (oddziały przydzielone) | 22 pułk piechoty               | I/22 pp                        | mjr Jan Poborowski            |
| 15 Dywizja Piechoty (oddziały przydzielone) | 22 pułk piechoty               | II/22 pp                       | mjr Stanisław Allinger        |
| 15 Dywizja Piechoty (oddziały przydzielone) | 22 pułk piechoty               | II/22 pp                       | mjr Władysław Mizikowski      |
| 15 Dywizja Piechoty (oddziały przydzielone) | baon ON „Koronowo”             | baon ON „Koronowo”             | mjr Antoni Krzesiński         |
| 15 Dywizja Piechoty (oddziały przydzielone) | baon ON „Bydgoszcz”            | baon ON „Bydgoszcz”            | mjr Jan Gawroński             |
| 27 Dywizja Piechoty                         | dowództwo                      | dowództwo                      | gen. bryg. Juliusz Drapella   |
| 27 Dywizja Piechoty                         | 23 pułk piechoty               | dowództwo                      | płk Kazimierz Majewski        |
| 27 Dywizja Piechoty                         | 23 pułk piechoty               | II/23 pp                       | mjr Michał Szwed              |
| 27 Dywizja Piechoty                         | 24 pułk piechoty               | dowodztwo                      | ppłk dypl. Julian Grudziński  |
| 27 Dywizja Piechoty                         | 24 pułk piechoty               | I/24 pp                        | mjr Aleksander Hertlein       |
| 27 Dywizja Piechoty                         | 27 pułk artylerii lekkiej      |                                | ppłk Karol Galster            |

Jednostki niemieckie
| Dywizja             | Pułk              | Dowódcy              |
| ------------------- | ----------------- | -------------------- |
| 50 Dywizja Piechoty | dowództwo         | gen. Konrad Sorsche  |
| 50 Dywizja Piechoty | 121 pułk piechoty | płk. Rudolf Pilz     |
| 50 Dywizja Piechoty | 122 pułk piechoty | płk Günther Meinhold |
| 50 Dywizja Piechoty | 123 pułk piechoty | płk Lothar von Block |